# Trận Coulmiers
Trận Coulmiers là một trận đánh trong cuộc Chiến tranh Pháp-Đức tại Pháp , diễn ra vào ngày 9 tháng 11 năm 1870. Trong trận đánh quyết liệt này, binh đoàn Loire của Pháp do tướng Jean-Baptiste d'Aurelle chỉ huy, mặc dù chịu thiệt hại nặng nề hơn so với quân đội Bayern đã đánh bại quân Bayern do tướng Ludwig von der Tann chỉ huy, và đoạt lại Orléans từ tay người Đức. Trận Coulmiers được ghi nhận là chiến thắng thực thụ đầu tiên của quân đội Pháp trong cuộc chiến tranh đầy thảm họa của họ vào năm 1870, đồng thời là thắng lợi đầu tiên của quân Pháp sau cuộc giao tranh tại Saarbrücken hồi đầu tháng 8 năm ấy. Song, bất chấp lợi thế về quân số của Pháp, quân đội Bayern đã trốn thoát trong cuộc bại trận này. Chiến thắng Coulmiers của quân Pháp đã khiến cho giới lãnh đạo Đức nhận thấy sự trỗi dậy của những hình thức kháng cự mới của người Pháp.
Trong một chiến dịch tấn công của quân đội Pháp vào Orléans, tướng d'Aurelle đã tiến đánh Nam tước Von der Tann và đánh bại một đội tuần tra của quân đội Đức trong khu rừng Marchénoir cận kề, vào ngày 7 tháng 11 năm 1870. Trước tình hình đó, các lực lượng Đức dưới quyền Von der Tann đã triệt thoái về hướng tây bắc và thiết lập vị trí xung quanh ngôi làng Coulmiers vào ngày 8 tháng 11. Ngày 9 tháng 11, quân đội hai bên đã giáp mặt nhau tại Coulmiers: hy vọng quân đoàn yếu ớt của mình sẽ vận động tốt hơn đội quân khổng lồ nhưng thiếu huấn luyện của Pháp, Von der Tann đã liều lĩnh lâm trận với quân Pháp, và quân Đức đã chiến đấu kiên cường trong trận chiến, thể hiện (ít nhất là một nửa) tính đúng đắn của lời ngợi ca của thủ tướng Phổ Otto von Bismarck về tinh thần trách nhiệm của người lính Đức. Đã hơn một lần trận đánh trở nên hỗn loạn, và đô đốc Jauréguiberry là người đã quyết định cho cuộc chiến: vốn người Đức đã gặp bất lợi do chịu áp lực từ quân số áp đảo của Pháp và từng lữ đoàn một của Đức tiến hành triệt thoái, song, dưới hỏa lực của lực lượng pháo binh Đức, bước tiến của quân Pháp đã bị chặn đứng và đẩy lùi trong náo loạn. Sự phối hợp yếu ớt của các đơn vị Pháp đã góp phần tạo điều kiện cho cuộc kháng cự mạnh mẽ của quân Bayern. Sau đó, Jauréguiberry nhập trận và phục hồi cuộc tiến công của quân Pháp sau thất bại ban đầu, và bẻ gãy cuộc phản công của quân Đức. Trong trật tự, các lực lượng của Tann đã triệt thoái nhanh chóng về St. Peravy, và vào buổi trưa hôm đó đội quân trú phòng Đức nhỏ bé tại Orléans rút lui.
Ngày hôm sau, quân Pháp thu được một đoàn xe chở đạn cùng một số khẩu pháo – những chiến lợi phẩm duy nhất của họ trong trận đánh khốc liệt. Trong khi đó, quân Bayern với sự hỗ trợ của một sư đoàn Phổ đã rút lui về Toury. Thành công quan trọng của Tann đã khiến cho ông được nhìn nhận là một trong những nhà chỉ huy quân sự lớn nhất thời đại. Trong khi niềm tin của người Pháp vào trận Coulmiers không lâu sau thì tan vỡ, trận chiến đã tạo cho người Phổ một niềm tin lâu dài về sự thấp kém của lính Bayern. Trận Coulmiers cũng được xem là thành quả của d'Aurelle trong việc gầy dựng binh đoàn Loire, trong đây là một thắng lợi không toàn diện và không lâu sau thì ông ta nói riêng cũng như binh đoàn Loire nói chung sớm bị quân đội Đức đánh bại liên tiếp.